# Pihlajavesi (sjö i Mellersta Finland)
Pihlajavesi är en sjö i Finland. Den ligger i kommunen Keuru i landskapet Mellersta Finland, i den södra delen av landet, 250 km norr om huvudstaden Helsingfors. Pihlajavesi ligger 138,6 meter över havet. Den är 19,97 meter djup. Arean är 20,7 kvadratkilometer och strandlinjen är 83,27 kilometer lång. Sjön  ingår i Kumo älvs huvudavrinningsområde.   I omgivningarna runt Pihlajavesi växer i huvudsak blandskog. Den sträcker sig 9,4 kilometer i nord-sydlig riktning, och 9,2 kilometer i öst-västlig riktning.
I övrigt finns följande i Pihlajavesi:
- Puskakari (en ö)
- Holkonsaari (en ö)
- Leposaari (en ö)
- Lammassaari (en ö)
- Venäissaari (en ö)
- Lääkärisaari (en ö)
- Selkisaari (en ö)
- Pieni Korpisaari (en ö)
- Iso Korpisaari (en ö)
- Vähä Korpisaari (en ö)
- Töksinkallio (en ö)
- Papinsaari (en ö)
- Pöllösensaari (en ö)
- Kallensaari (en ö)
- Kaunissaaret (en ö)
- Paadensaari (en ö)
- Sääksisaaret (en ö)
- Pimeäsaari (en ö)
- Kieronsaaret (en ö)
- Pajuluoto (en ö)
- Kipralttari (en ö)
- Selkäkari (en ö)
- Leirisaari (en ö)